# Eileen Brennan
Eileen Brennan (Los Angeles, 9 de setembro de 1932 — Burbank, 28 de julho de 2013) foi uma atriz norte-americana.
Nascida Verla Eileen Regina Brennen, sua mãe foi atriz de cinema mudo.
Atuou tanto no teatro da Broadway, como em séries de televisão e cinema. Na TV participou de vários seriados como convidada, entre as quais All in the Family, Barnaby Jones, Kojak, The Love Boat, Blossom, Bonkers, 7th Heaven e Will & Grace.
No cinema, seu grande momento foi na comédia Private Benjamin de 1980. Por este papel foi indicada ao Óscar de melhor atriz secundária. Baseada no filme, estrelou a série de TV Private Benjamin, sendo premiada com o Emmy para melhor atriz secundária numa série de comédia e com o Globo de Ouro de melhor atriz em série cómica ou musical.
Uma das preferidas do diretor Peter Bogdanovich, participou de seus quatro filmes: The Last Picture Show, Daisy Miller, At Long Last Love e Texasville.
Faleceu em 28 de julho de 2013 vítima de câncer de estômago.

## Filmografia parcial
- 1967 - Divorce American Style
- 1971 - The Last Picture Show
- 1973 - The Sting
- 1974 - Daisy Miller
- 1975 - At Long Last Love
- 1975 - Hustle
- 1976 - Murder by Death
- 1980 - Private Benjamin
- 1985 - Clue
- 1988 - Rented Lips
- 1990 - Texasville
- 1990 - White Palace
- 1995 - Reckless
- 2001 - Jeepers Creepers
- 2005 - Miss Congeniality 2: Armed and Fabulous
- 2009 - The Kings of Appletown